# ديدان سفلي
ديدان سفلي هي قرية في مقاطعة أرومية، إيران. عدد سكان هذه القرية هو 680 في سنة 2006.